# La Pavoni
La Pavoni S.p.A.  est une entreprise fondée à Milan en 1905 lorsque son fondateur, Desiderio Pavoni, commence à produire dans un petit atelier situé Via Parini, une machine à café expresso de bar basée sur un brevet acheté en 1902 à son inventeur Luigi Bezzera. La société est spécialisée dans la fabrication de machine à café expresso haut de gamme à l'usage des professionnels et particuliers.

## Histoire

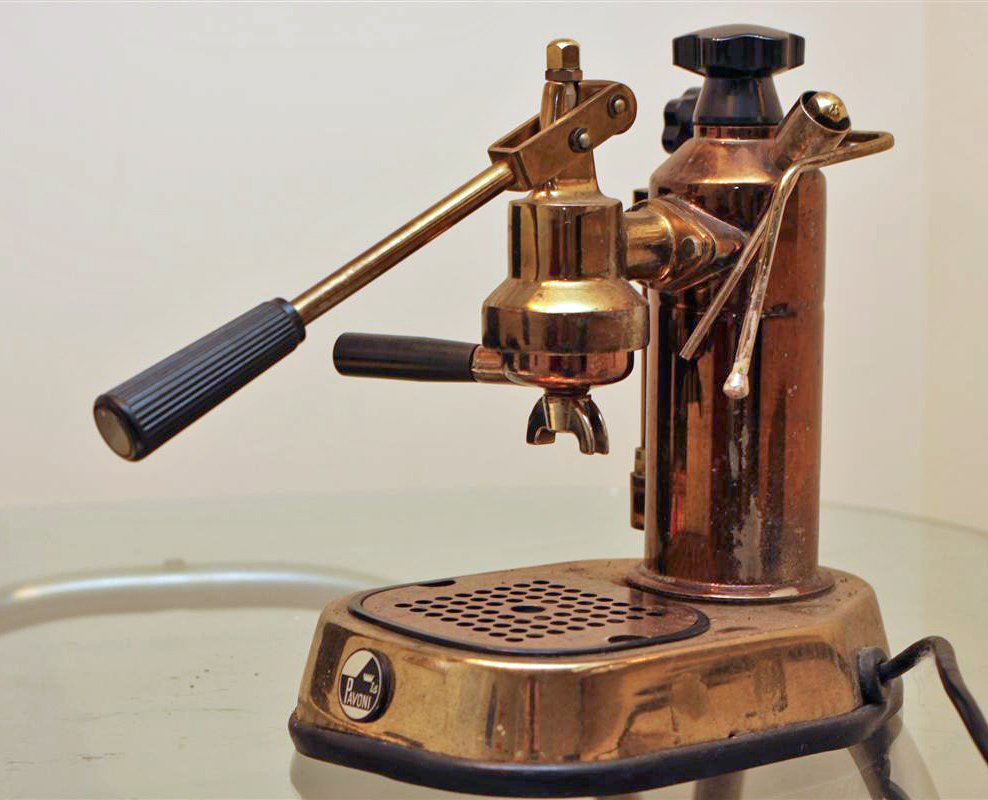
Machine à café Europiccola.

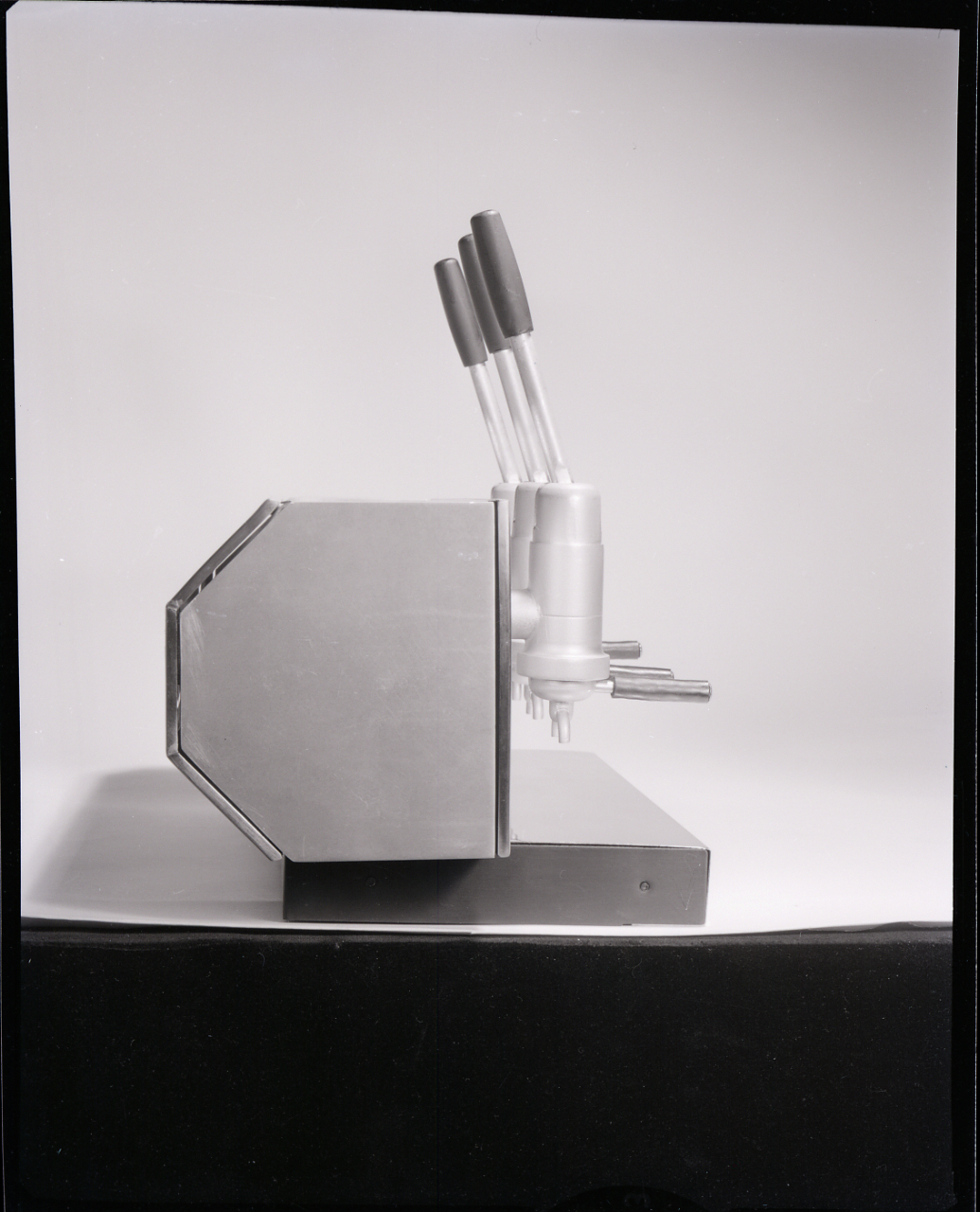
Machine à café Brasilia, 1961, par Alberto Rosselli et Angelo Tito Anselmi. Photo par Paolo Monti, 1975

Le brevet original concerne la première machine à café expresso de bar qui prendra le nom d'Ideale Elle est basée sur le modèle de la Gigante de Bezzera).
Les premiers modèles de cette machine à café sont développés verticalement, avec une chaudière à gaz maintenue sous pression.
Le matériau utilisé au départ pour les machines est le laiton chromé et ces dernières sont vendues à une rythme de une par jour. Le premier modèle conçu, l'Ideal a aussi été produit et commercialisé en série, contribuant ainsi à la diffusion en Europe et dans le monde du café expresso italien.
La société La Pavoni a collaboré au fil des ans, avec les principaux designers italiens.
La collaboration avec Giò Ponti, Alberto Rosselli et Antonio Fornaroli fait naître, en 1948, de la première machine à expresso à chaudière horizontale, La Cornuta .
Le modèle Europiccola, est un modèle à levier, dont la fabrication a commencé en 1961. Il est exposé depuis 1974 au Museum of Modern Art de New York.
Au fil des années, la gamme de machines à café commercialisée par cette société s'est élargie, différenciant la production pour répondre aussi bien aux besoins des particuliers que des professionnels.
Les modèles traditionnels semi-automatiques et à effet de levier ont depuis été rejoints par des modèles électroniques plus modernes avec dosage automatique de la quantité de café, de même que des modèles totalement automatiques capable de se passer des compétences manuelles de l'opérateur pour la préparation du café expresso ou cappuccino.
En 2019, Smeg rachète l'entreprise.